# San Diego Film Critics Society Awards 2020
Na 25. ročníku předávání cen San Diego Film Critics Society Awards byli dne 11. ledna 2021 oznámeni vítězové následujících kategorií.

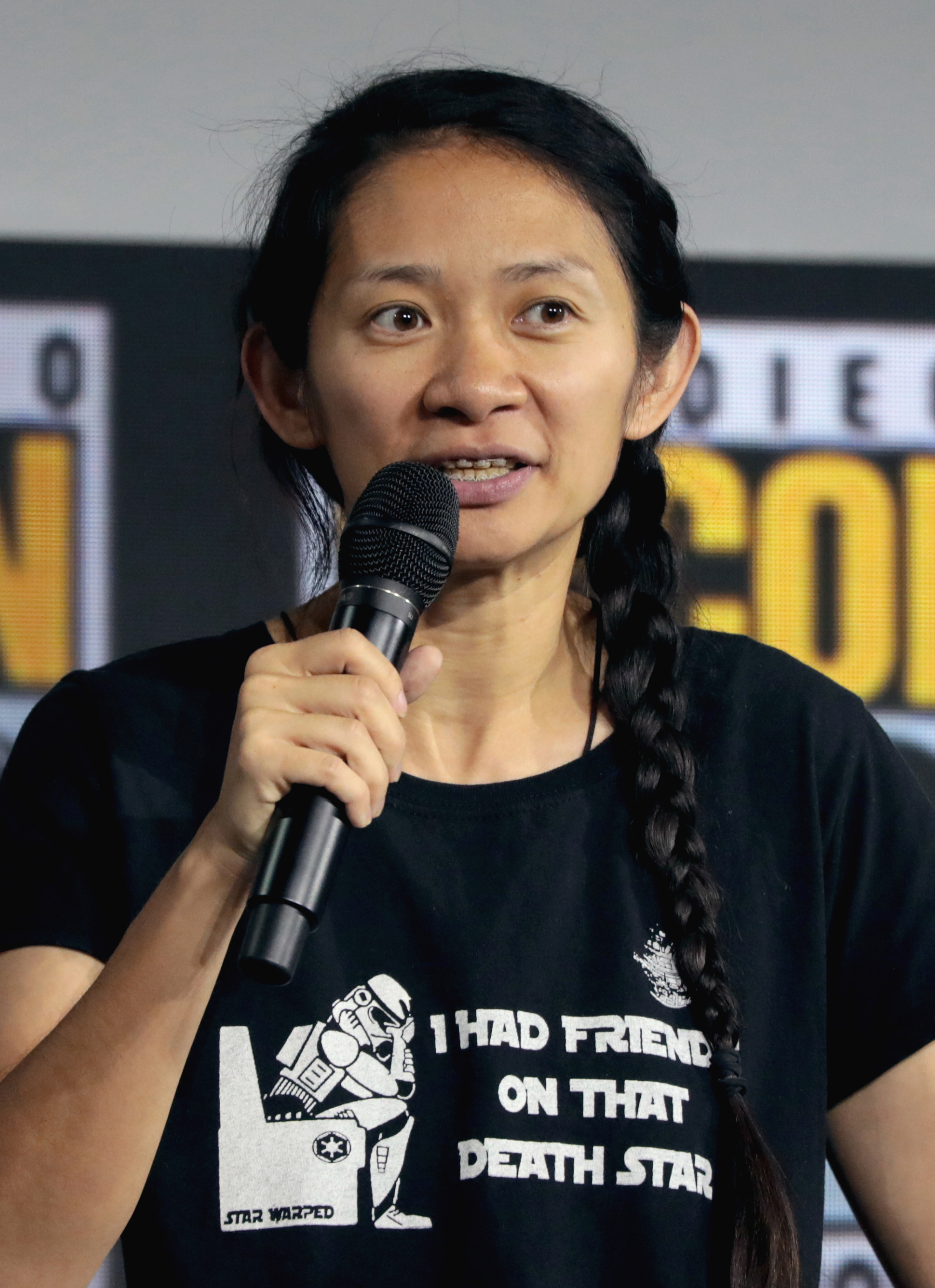
Chloé Zhaová, vítězka v kategoriích nejlepší režie a nejlepší adaptovaný scénář

## Vítězové a nominovaní
| Nejlepší film | Nejlepší režisér |
| --- | --- |
| Nadějná mladá žena - Sound of Metal (2. místo) - Země nomádů - První kráva - Black Bear - One Night in Miami | Chloé Zhaová – Země nomádů - Aaron Sorkin – Chicagský tribunál (2. místo) - Kelly Reichardt – První kráva - Darius Marder – Sound of Metal - Florian Zeller – The Father                                                                     |
| Nejlepší animovaný film | Nejlepší herec v hlavní roli |
| Vlkochodci - Až na Měsíc (2. místo) - Frčíme - Trollové: Světové turné - Duše | Riz Ahmed – Sound of Metal - Anthony Hopkins – The Father (2. místo) - Chadwick Boseman – Ma Rainey – matka blues - Steven Yeun – Minari - Brian Dennehy – Driveways                                                                         |
| Nejlepší herečka v hlavní roli | Nejlepší herec ve vedlejší roli |
| Carey Mulligan – Nadějná mladá žena - Frances McDormandová – Země nomádů (2. místo) - Viola Davis – Ma Rainey – matka blues - Vanessa Kirby – Střípky ženy - Aubrey Plaza – Black Bear                                            | Paul Raci – Sound of Metal - Peter Macdissi – Uncle Frank (2. místo) - Sacha Baron Cohen – Chicagský tribunál - Bill Murray – V úskalí - Frank Langella – Chicagský tribunál                                                                 |
| Nejlepší herečka ve vedlejší roli | Nejlepší původní scénář |
| Yuh-Jung Youn – Minari - Maria Bakalova – Borat Subsequent Moviefilm - Ellen Burstyn – Střípky ženy - Olivia Cooke – Sound of Metal                                                                                               | Lee Isaac Chung – Minari - Emerald Fennell – Nadějná mladá žena (2. místo - remíza) - Abraham Marder a Darius Marder – Sound of Metal (2. místo - remíza) - Aaron Sorkin – Chicagský tribunál (2. místo - remíza) - Sofia Coppola – V úskalí |
| Nejlepší adaptovaný scénář | Nejlepší dokument |
| Christopher Hampton a Florian Zeller – The Father - Charlie Kaufman – Asi to ukončím (2. místo) - Jonathan Raymond a Kelly Reichardt – První kráva - Chloé Zhaová – Země nomádů - Ruben Santiago-Hudson – Ma Rainey – matka blues | Time - Sociální dilema (2. místo) - Atletka A - Moje učitelka chobotnice - Rewind |
| Nejlepší cizojazyčný film | Nejlepší kamera |
| Život před sebou - Díra (2. místo) - Chlast - Martin Eden - Sputnik | Joshua James Richards – Země nomádů - Erik Messerschmidt – Mank (2. místo) - Christopher Blauvelt – První kráva - Hoyte van Hoytema – Tenet - Dariusz Wolski – Zprávy ze světa                                                               |
| Nejlepší střih | Nejlepší použití hudby |
| Andy Canny – Neviditelný - Alan Baumgarten – Chicagský tribunál (2. místo) - Jennifer Lame – Tenet - Kirk Baxter – Mank - Andrew Dickler a Matthew Friedman – Palm Springs - Matthew L. Weiss – Black Bear                        | Hamilton - American Utopia (2. místo - remíza) - Ma Rainey – matka blues (2. místo - remíza) - Bratrstvo pěti - Sound of Metal |
| Nejlepší výprava | Nejlepší obsazení |
| Donald Graham Burt – Mank - Molly Hughes – Asi to ukončím (2. místo - remíza) - Shane Valentino – Chicagský tribunál (2. místo - remíza) - Nathan Crowley – Tenet - Kave Quinn – Emma.                                            | One Night in Miami - Chicagský tribunál (2. místo) - Bratrstvo pěti - Palm Springs - Uncle Frank |
| Objev roku | Nejlepší výkon komika |
| Radha Blank – Čtyřicetiletá verze - Riz Ahmed – Sound of Metal (2. místo) - Sidney Flanigan – Never Rarely Sometimes Always - Vanessa Kirby – Střípky ženy - Maria Bakalova – Borat Subsequent Moviefilm                          | Radha Blank – Čtyřicetiletá verze - Maria Bakalova – Borat Subsequent Moviefilm (2. místo) - Bill Murray – V úskalí (2. místo) - Sacha Baron Cohen – Borat Subsequent Moviefilm - Andy Samberg – Palm Springs                                |
| Nejlepší vizuální efekty | |
| Tenet - Neviditelný (2. místo) - Birds of Prey - Greyhound - Půlnoční nebe - Sputnik | |